# Toyga

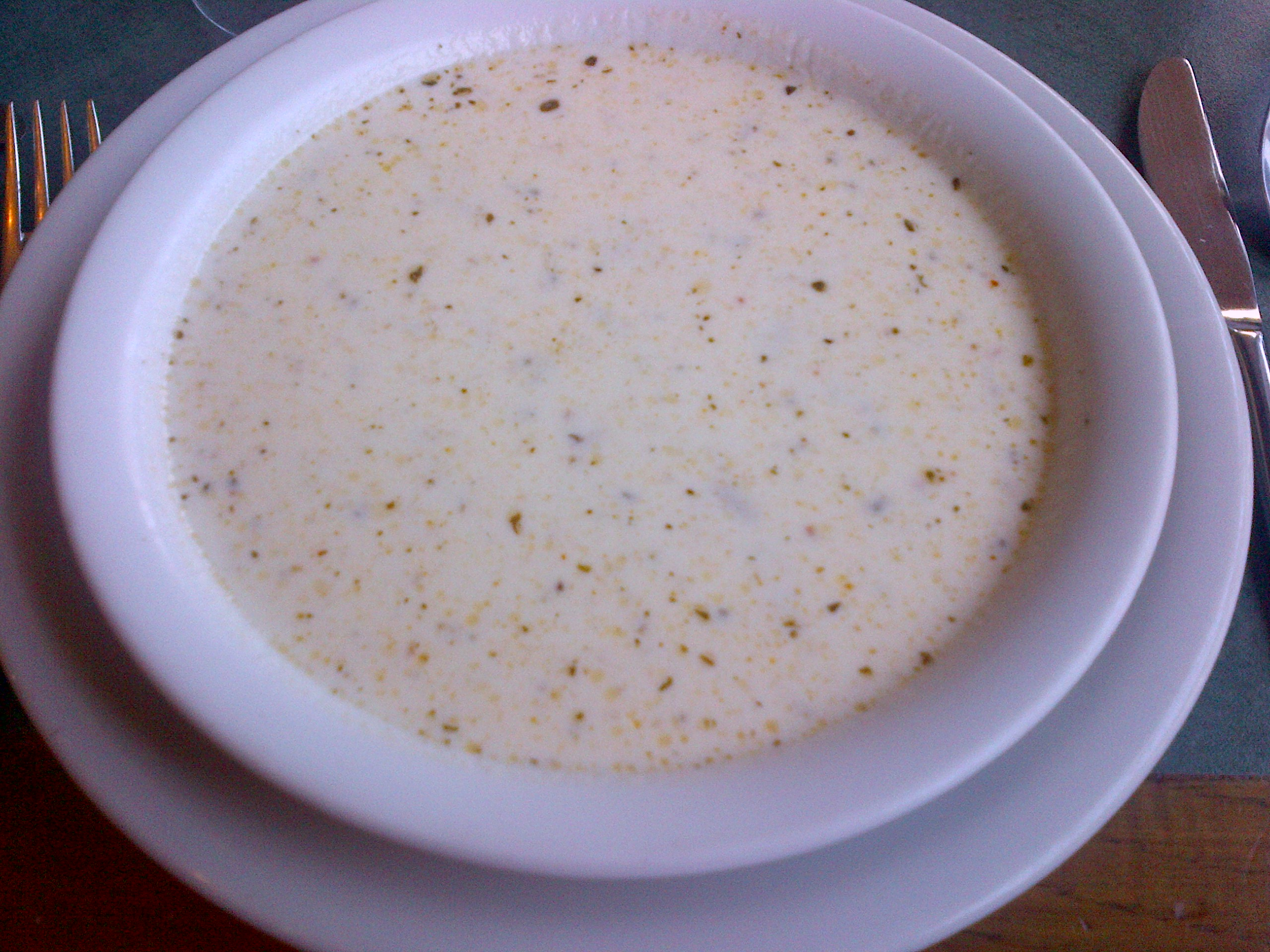
Toyga çorbası o sopa de "toyga".

Toyga o Toyga çorbası (que en turc vol dir sopa de Toyga) és una sopa de la cuina turca feta amb keşkek o yarma, "süzme yoğurt" (iogurt filtrat), cigrons, ou, mantega i una mica de farina de blat. És molt similar a la yarma çorbası. La sopa de toyga es pot menjar calenta o freda, però és diferent a l'ayran çorbası, ja que tots els ingredients de la toyga es couen, mentre en el cas de l'ayran çorbası només el blat i els cigrons són cuits.
A Turquia s'elabora sopa de toyga des del temps dels seljúcides.